# آلفونس میچاکس
آلفونس میچاکس (۱۸۶۰–۱۹۲۸) طراح و حکاک سکه و نشان اهل بلژیک بود.
میچاکس در روز ۱۵ دسامبر ۱۸۶۰ در بروکسل متولد شد. او فرزند حکاک بلژیکی رابرت میچاکس (۱۹۰۱–۱۸۲۴) بود. وی به تحصیل در آکادمی هنرهای زیبا در بروکسل پرداخت.

## حرفه
میچاکس در سال ۱۸۹۵به عنوان مسئول حکاکی ضرابخانه بروکسل (La Monnaie de Bruxelles) انتخاب شد. او به خاطر طراحی و حکاکی مجموعه ای از سکه‌های بلژیکی که دارای یک سوراخ در مرکز خود هستند، شناخته شده‌است. انتشار این سکه‌های سوراخ دار که شامل سکه‌های ۵ و ۱۰ سانتیم بلژیکی بودند، در سال ۱۹۰۱ آغاز شد.

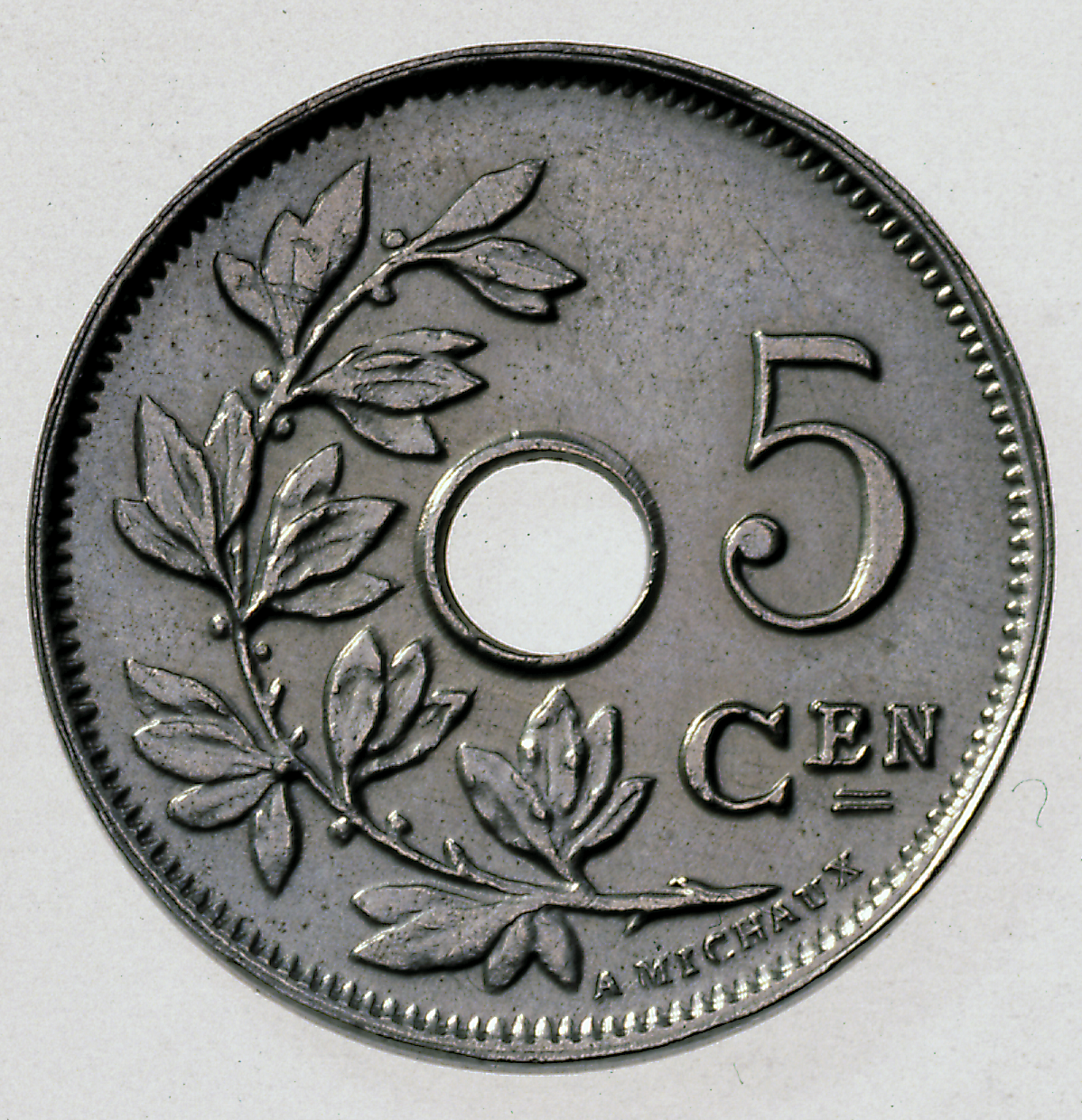
سکه ۵ سانتیم بلژیک طراحی شده توسط میچاکس

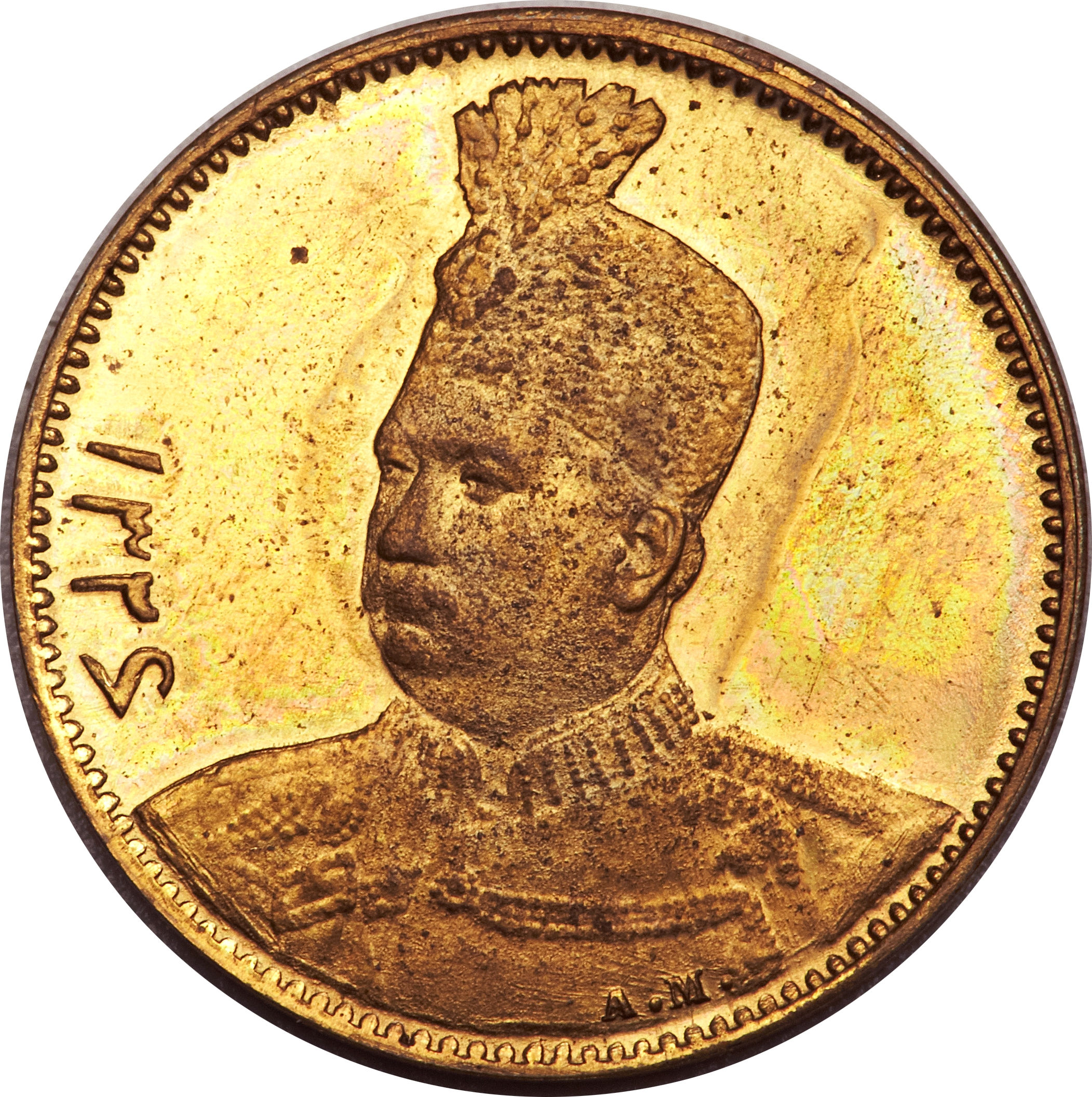
سکه نیم تومانی محمدعلی شاه قاجار که قالب آن توسط میچاکس طراحی و حکاکی شده‌است. مخفف نام او به‌صورت حروف .A.M بر روی سینه شاه دیده می‌شود.

سکه ۲۵ سانتیم طراحی شده توسط او برای اولین بار در سال ۱۸۹۹ توزیع شد. وی همچنین سکه‌هایی را برای لوکزامبورگ، ایران، رومانی و کلمبیا طراحی نمود. مخفف نام او بر روی این سکه‌ها به‌صورت "A. Michaux" یا ".A.M" دیده می‌شود.

### طراحی مدال
مدال‌های طراحی شده توسط میچاکس عبارتند از:
- ۱۲۶۷- نمایشگاه Ville de Tournai Halle aux Draps 1888.
- ۱۲۷۰- ژان استاس (پنجاهمین سالگرد).
- ۱۲۷۳- یادبود (۲۸ میلی‌متری) برای نمایشگاه Universelle، آنتورپ.
- ۱۲۷۴- مراقبت از دوران کودکی.
- ۱۲۷۹- یادبود دیدار شاه ایران از دارالضرب بروکسل.
- ۱۲۸۰- پنجاهمین سالگرد ازدواج دوک لوکزامبورگ.
- ۱۲۸۱- آغاز قرن بیستم
- ۱۲۸۲- صد سالگی کالج لوگزامبورگ.
- ۱۲۸۴- یادبود (۳۰ میلیمتری) برای نمایشگاه Universelle, Leige.[۷]
- ۱۲۸۴- صدمین سالگرد جمهوری هائیتی.
- ۱۲۸۵- چهلمین سالگرد سلطنت کارول یکم رومانی.
- ۱۲۸۶- انجمن سلطنتی سکه‌شناسی بلژیک.[۸]
- ۱۲۸۷- به احترام چ. وَن دِر بِکِن
- ۱۲۸۹- یادبود (۳۰ میلی‌متر) برای بازدیدکنندگان از ضرابخانه بروکسل (Monnaie de Bruxelles - Aujourd'hui)[۹]
- ۱۲۹۱- مدال آویز هنر La Nage St. Gilles
- ۱۲۹۳- آلبرت یکم بلژیک، دفاع از نهاد Territoire Nieuport Octobre 1914، جنگ جهانی اول[۱۰]
- ۱۲۹۵- الیزابت ملکه بلژیک[۱۱][۱۲]
- ۱۲۹۷- مدال آویز یادبود جنگ جهانی اول / A Nos Braves 1914 - 1918 La Saint Gilloise
- ۱۳۰۵- نمایشگاه کشاورزی، Esschen[۱۳]
- مدال افتخار کشاورز - محصولات لبنی گاو

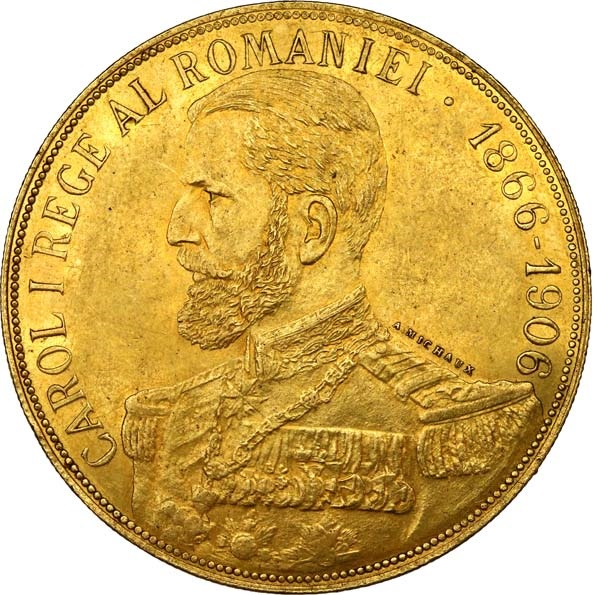
یادبود چهلمین سال سلطنت کارول یکم رومانی؛ طراحی میچاکس. نام وی روی شانه چپ شاه دیده می‌شود.

## نگارخانه

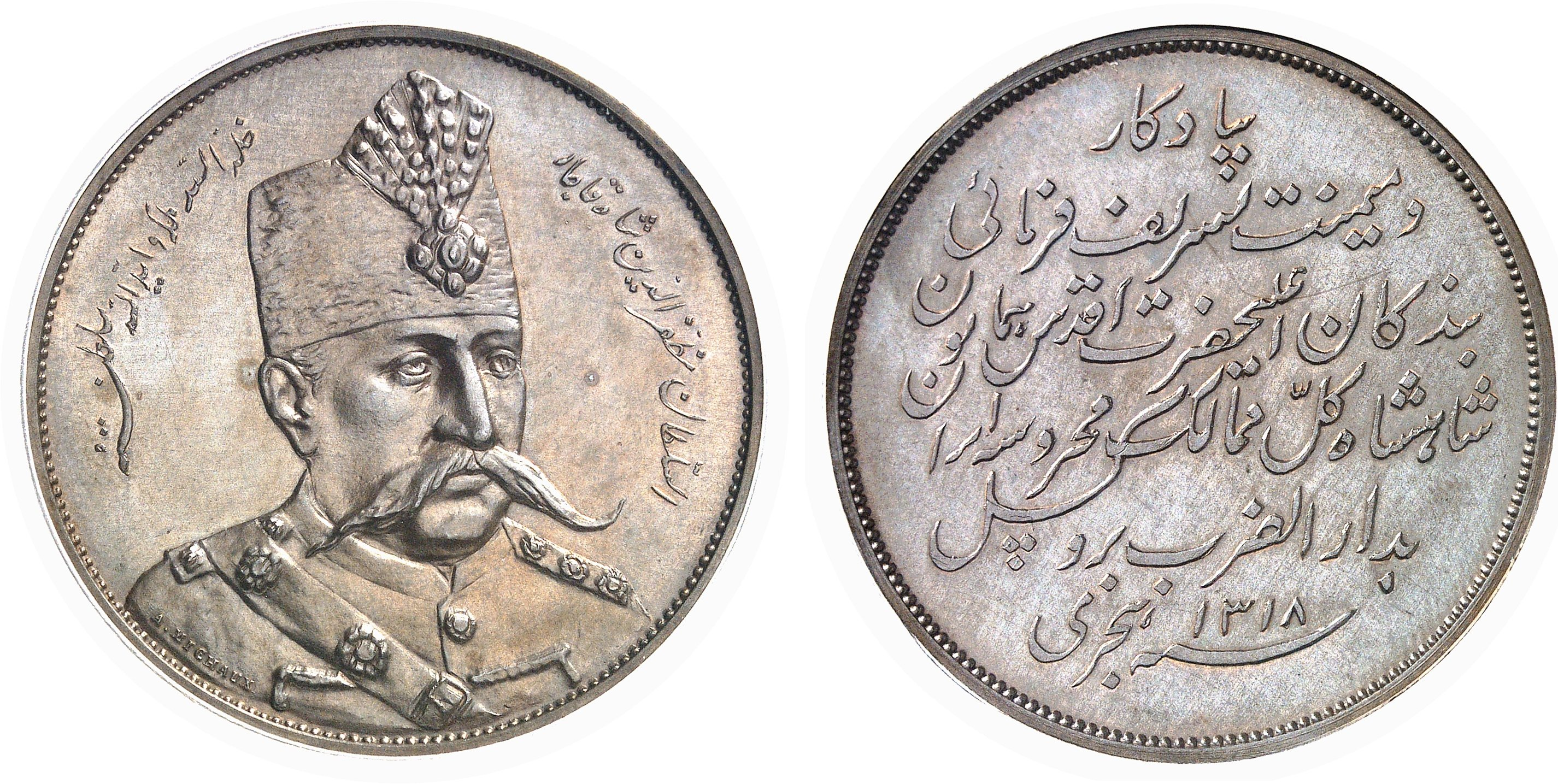
نشان نقره یادبود بازدید همراهان مظفرالدین شاه قاجار از دارالضرب بروکسل
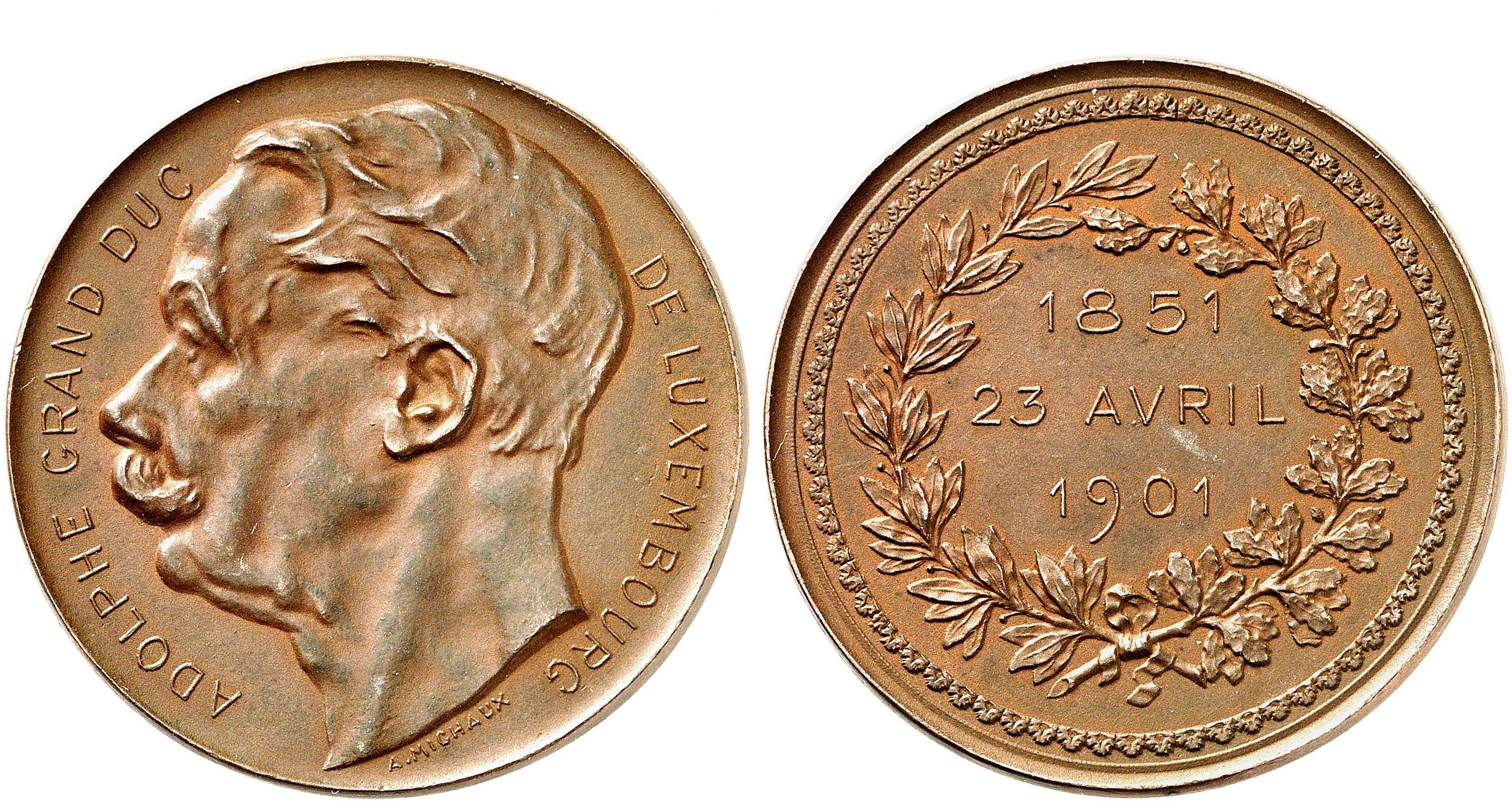
نشان دوک بزرگ لوکزامبورگ
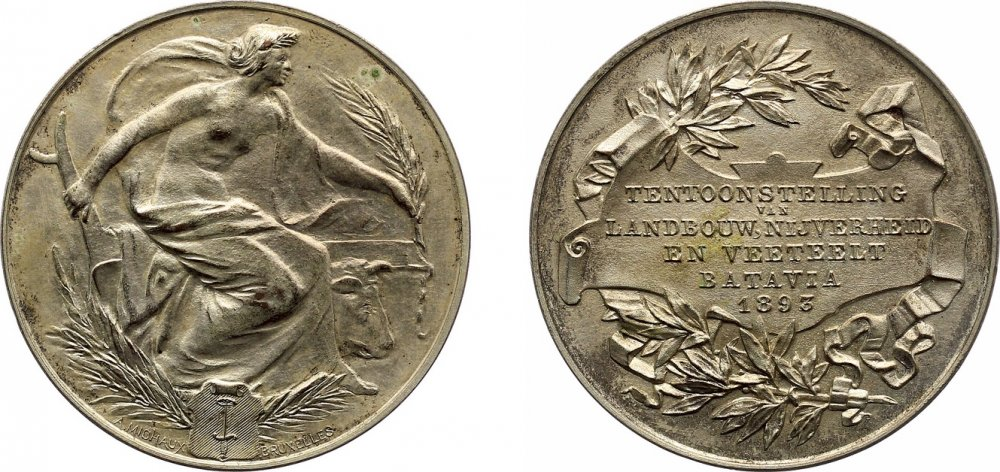
مدال نمایشگاه صنایع کشاورزی، صنعت و دامداری در باتویا؛ طراحی میچاکس
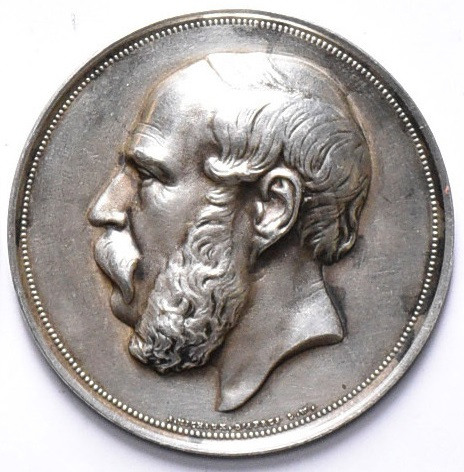
نشان ژان استاس
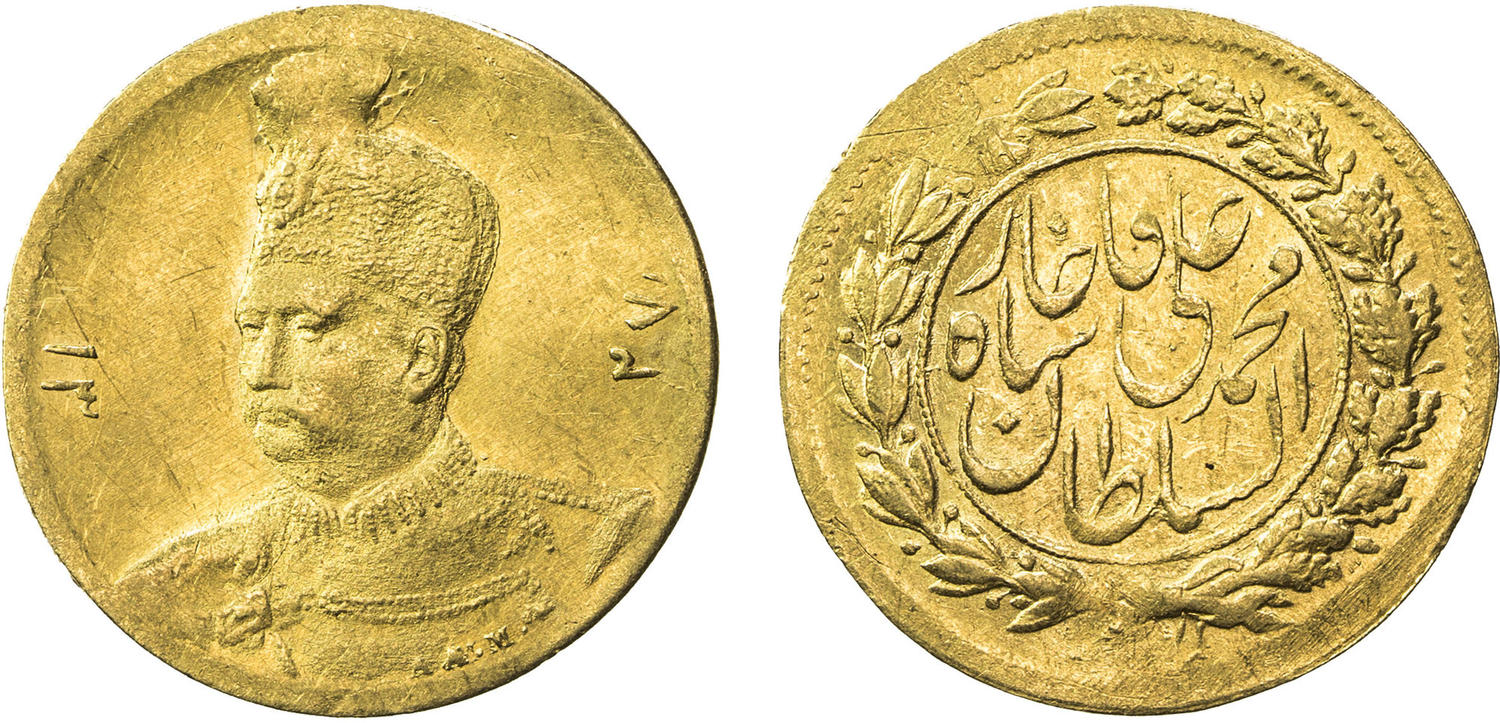
یک تومان محمدعلی قاجار؛ طراحی میچاکس. حروف ابتدای نام وی بر روی سینه شاه دیده می‌شود.
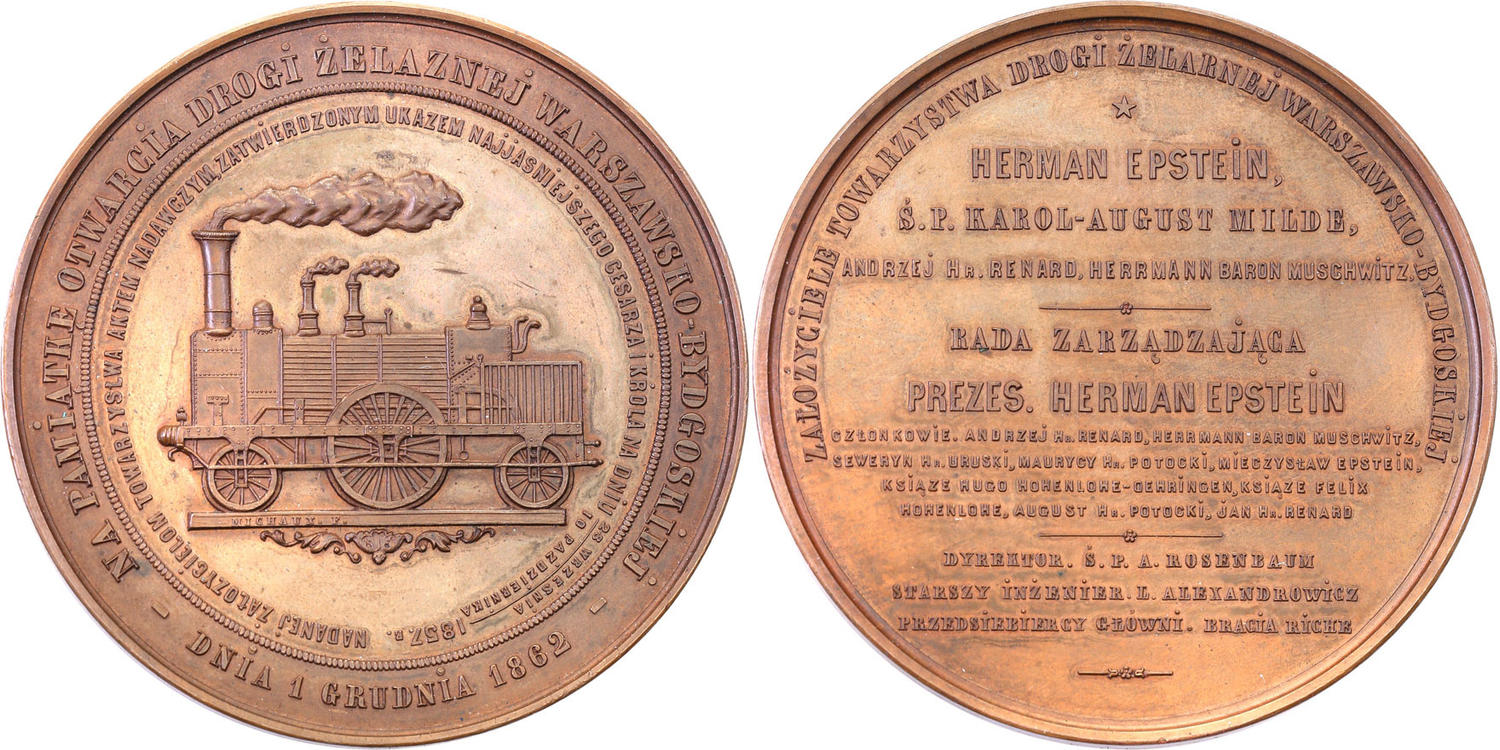
یادبود خط آهن ورشو - بیدگوسکا؛ طراحی میچاکس. از جنس برنز بوزن ۱۷۳/۱۷ گرم و قطر ۷۲/۵ میلیمتر